# Ctenotus striaticeps
Ctenotus striaticeps är en ödleart som beskrevs av  Storr 1978. Ctenotus striaticeps ingår i släktet Ctenotus och familjen skinkar. Inga underarter finns listade i Catalogue of Life.